# Cornubita
La cornubita es un mineral de la clase de los minerales fosfatos. Descubierto en 1958, nombrado por Cornubia, el nombre en latín medieval de Cornualles. Otros sinónimos poco usados en español son: corunuvita o corvunvita.

## Características químicas
Es el dimorfo triclínico de la cornwallita —con la misma fórmula pero monoclínico—.

## Formación y yacimientos
Se encuentra en las zonas de oxidación de los yacimientos de minerales del cobre, aunque es un mineral secundario raro de ver.